# Камбун
Камбун (яп. 漢文 «китайское письмо») — один из письменных языков средневековой Японии, основанный на классическом литературном китайском языке (вэньянь). Иероглифические тексты на камбуне были снабжены специальными значками каэритэн (返り点), указывающими на изменение порядка иероглифов в соответствии с японским синтаксисом (например, в китайском языке, как и в русском, дополнение следует после сказуемого, а в японском сказуемое идёт в конце предложения; при соответствующих иероглифах ставились знаки, указывающие на перестановку). Грамматические показатели (аналоги которых отсутствовали в китайском) могли быть добавлены при помощи окуриганы. Для нужд обучения произношение иероглифов, особенно не принятых в собственно японском письме как кандзи, могло быть обозначено, как и в других регистрах японской письменности, фуриганой, но для образованного читателя фуригана не ставилась.
Камбун являлся исключительно письменным языком и не имел особенной устной формы. Если надо было читать тексты на камбуне вслух, их произносили на бунго.
Так записывались сначала собственно китайские тексты (первоначально слово «камбун» означало собственно китайскую классическую литературу и язык), а затем и сочинения, создаваемые в Японии для японцев, прежде всего официальные государственные и научные тексты, но также и часть поэзии, и некоторые жанры художественной литературы. Создаваемые в Японии образцы камбуна (без учёта специальных значков) заметно отличались от реального китайского письменного языка, что самими японцами специально не осмыслялось; они считались «японской поэзией на китайском языке» (канси) и тому подобные.
Камбун активно просуществовал тысячу лет, с IX по XIX век, и был отменён как язык официальной письменности после революции Мэйдзи. В наше время обучение камбуну сохраняется в средней школе, но новых текстов на нём не создаётся.
Аналогичный письменный язык в Корее — ханмун.